# Canon de marine de 8 pouces BL Mk VIII
Le canon de calibre de 8 pouces BL Mark VIII était le canon de batterie principal utilisé sur les croiseurs lourds de la classe Country de la Royal Navy conformément au traité naval de Washington de 1922. Ce traité permettait aux navires de 10 000 tonnes de déplacement maximum et disposant de canons ne dépassant pas 8 pouces (203 mm) de ne pas être comptabilisés dans le tonnage total de navires capitaux d'un pays qui lui était limité. La limite de 10 000 tonnes était un facteur important dans les décisions de conception telles que les tourelles et les canons. Un canon similaire constituait la batterie principale des croiseurs espagnols de la classe Canarias. En 1930, la Royal Navy adopta le canon de marine de 6 pouces BL Mk XXIII pour les batteries principales des croiseurs, de préférence à ce canon de 8 pouces.

## Description
Ce canon constitué de deux tubes frettés disposait d’une culasse Welin et d’un mécanisme Asbury hydraulique ou manuel. Deux sacs en tissu contenant chacun 15 kg de cordite étaient utilisés pour tirer un projectile de 116 kg. Les tourelles Mark I permettaient un tir avec une élévation à 70 degrés pour tirer des obus explosifs contre les avions. Les pompes hydrauliques se révélèrent incapables de fournir une vitesse suffisante en rotation et en élévation pour suivre les avions contemporains. Des tourelles Mark II simplifiées avec une élévation maximale de 50 degrés furent installées dans le sous-groupe Norfolk constitué du HMS Dorsetshire et du HMS Norfolk et sur les croiseurs de la classe York, le HMS York et le HMS Exeter. Chaque canon pourrait tirer environ cinq obus par minute. L’espérance de vie utile du canon était de 550 charges effectives pleines.

## Service naval
Les navires suivants étaient équipés de canons Mk VIII dans des tourelles jumelées de 188 tonnes. La batterie principale standard était constituée de quatre tourelles, mais l’Exeter et le York n’en emportaient que trois pour réduire le poids et formaient la sous-classe York.
- Croiseurs lourds de classe County: 14 navires
- Croiseurs lourds de classe York: 2 navires

## Canon de défense côtier

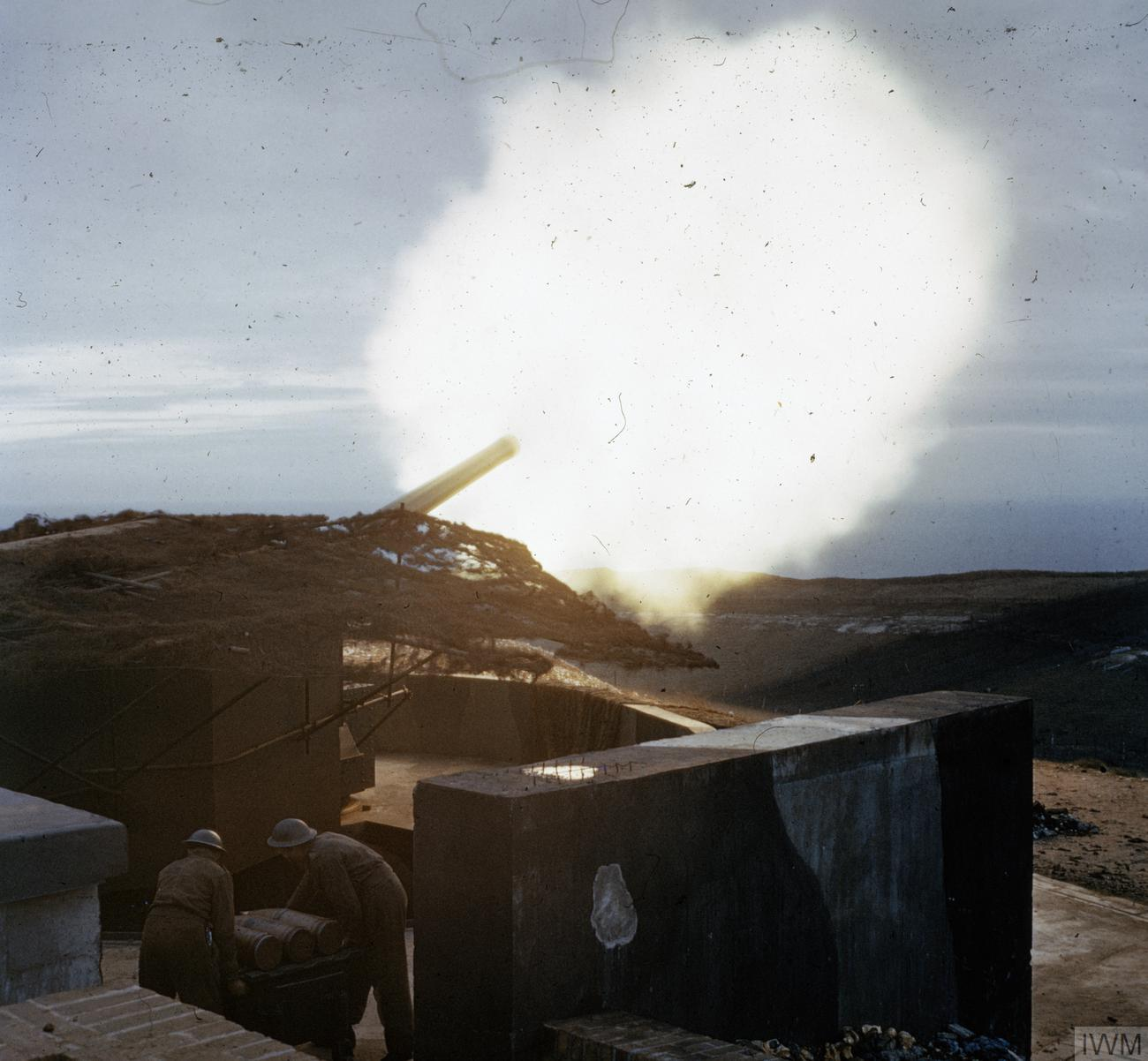
Canon de la 428eme batterie de l’artillerie côtière tirant au crépuscule pendant la Seconde Guerre mondiale.

Six canons capables de tirer avec une élévation allant jusqu'à 70 degrés furent installés comme artillerie côtière dans la région de Folkestone-Dover pendant la Seconde Guerre mondiale.

## Munitions

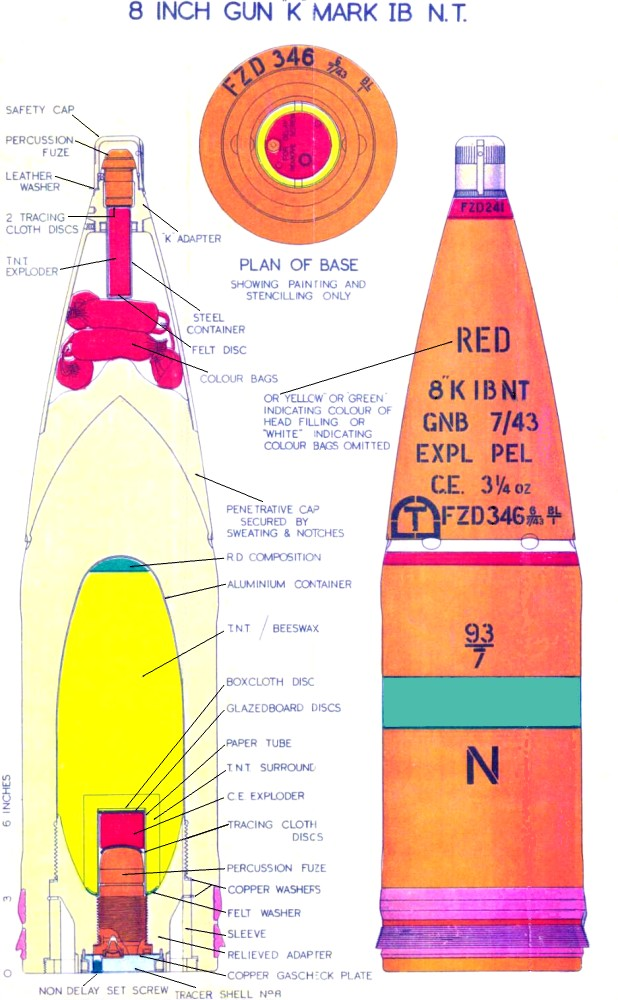
Obus perforant semi-blindé de la Seconde Guerre mondiale avec colorant marqueur pour identifier le navire qui l'a tiré pour les corrections de portée.
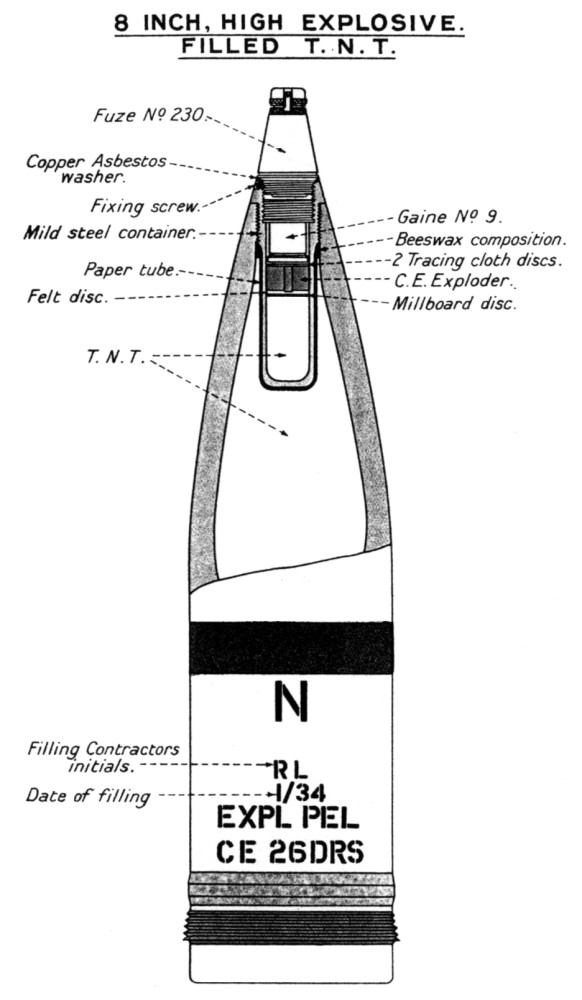
Obus explosif datant des années 1930
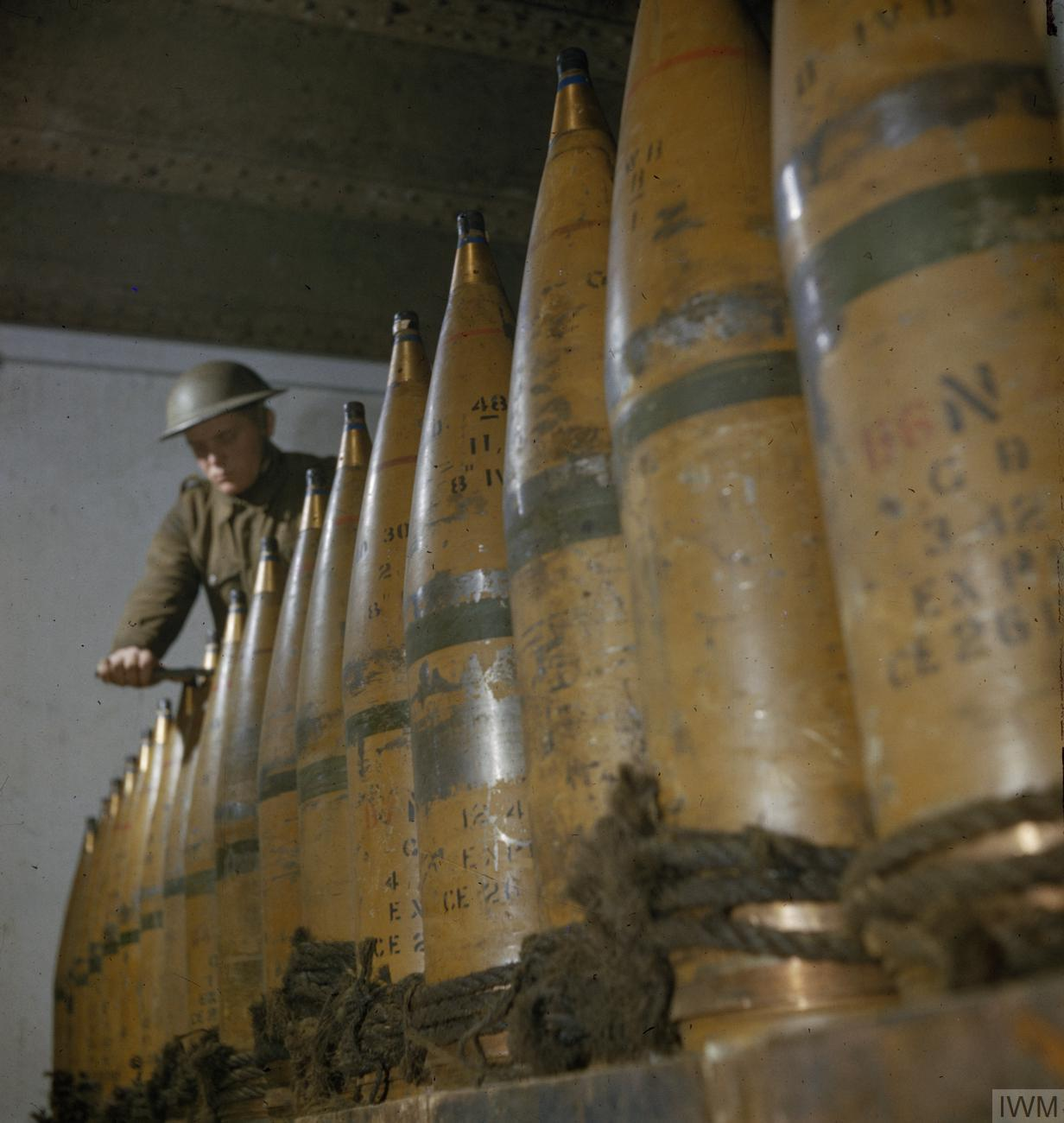
Obus de canon de défense côtière, Seconde Guerre mondiale

## Trajectoire de l’obus
| Portée | Élévation | Durée de vol | Angle de descente | Vitesse d’impact |
| ------ | --------- | ------------ | ----------------- | ---------------- |
| 4,6 km | 2° 11′    | 6 s          | 2° 31′            | 657 m/s          |
| 9,1 km | 5° 14′    | 14 s         | 7° 15′            | 513 m/s          |
| 14 km  | 9° 47′    | 25 s         | 15° 49′           | 403 m/s          |
| 18 km  | 16° 34′   | 38 s         | 28° 31′           | 356 m/s          |
| 23 km  | 26° 44′   | 56 s         | 43° 7′            | 355 m/s          |
| 27 km  | 41° 28′   | 79 s         | 56° 37′           | 378 m/s          |

### Armes ayant un rôle, des performances et d'époque comparables
- Canon de 203 mm modèle 1924, canon français équivalent
- Canon de 20,3 cm SK C/34, canon allemand équivalent
- Canon de 203 mm/53 calibres canon italien équivalent
- Canon de 20 cm/50 Type 3, canon japonais équivalent
- Canon de 8 pouces/55 calibres, canon de marine américain équivalent

## Exemplaires subsistants
- Un canon du HMAS Australia à l'extérieur du Mémorial australien de la guerre à Canberra.